# Gordon Hopkirk
Gordon Hopkirk (1884 – 1966) foi um ator britânico da era do cinema mudo.
Gordon Hopkirki nasceu em Jena, na Alemanha de pais britânicos e começou sua carreira no cinema no final dos anos 1910. Após uma série de filmes na Grã-Bretanha, ele foi para os Estados Unidos a atuar em filmes de Hollywood, antes de retornar à Grã-Bretanha.
Hopkirk nunca se casou. Mais tarde na vida, ele se converteu ao budismo e residiu em Banguecoque, Tailândia. Ele morreu em um acidente de carro com a idade de 72 anos.

## Filmografia selecionada
- Sybil (1921)
- Madame Recamier; Or, The Price of Virtue (1923)
- The Wandering Jew (1923)
- Love, Life and Laughter (1923)
- The Notorious Mrs. Carrick (1924)
- The Island of Despair (1926)
- A Woman Redeemed (1927)